# Epierus comptus
Epierus comptus är en skalbaggsart som beskrevs av Wilhelm Ferdinand Erichson 1834. Epierus comptus ingår i släktet Epierus och familjen stumpbaggar. Inga underarter finns listade i Catalogue of Life.